# Frontera entre Síria i Jordània
La frontera entre Síria i Jordània té una extensió de 375 km. Va ser creada el 1921, amb l'establiment de l'Emirat de Transjordània. Separa les governacions siarianes (oest a este) de Quneitra, Daraa, As Suwayda, Rif Dimashq, Homs de les governacions (d'oest a est) jordanes d'Al Mafraq i Irbid. Passa per les proximitats de Basra (Síria).
Transcorre al sud dels Alts del Golan ocupats per Israel al llarg del riu Yarmuk i, cap a l'est, passa entre Ar Ramtha i Daraa a través del pas fronterer de Daraa i cap a el pas fronterer de Nasib a la carretera d'Amman-Damasc, i més enllà cap a 32° 18′ 40″ N, 36° 50′ 18″ E / 32.3112°N,36.8382°E, on gira al nord-est, recorrent en línia recta a través del desert de Síria, que finalitza al trifini de Jordània-Síria-Iraq a 33° 22′ 29″ N, 38° 47′ 37″ E / 33.3747°N,38.7936°E passat el mar de Galilea.